# Benelli M3 Super 90
Il fucile Benelli M3 Super 90 è un fucile a canna liscia semiautomatico prodotto dalla Benelli Armi.
Tra le sue principali caratteristiche vi è il doppio funzionamento inerziale/a pompa. Il sistema inerziale viene utilizzato sfruttando il rinculo prodotto dal proiettile sparato per incamerare una nuova cartuccia; il sistema a pompa viene usato invece con munizioni non convenzionali (es: less lethal) che non sviluppano sufficiente forza da permettere la ricarica automatica.
L'impugnatura è disponibile in due versioni, classica da fucile o da pistola.

## Approfondimenti
Nato come evoluzione del precedente sistema Benelli M1, l'M3 aggiunge la possibilità del riarmo e del ricaricamento della munizione a slitta (comunemente conosciuto come "a pompa").
L'impostazione con funzionamento manuale (a pompa) è piuttosto tradizionale, con un serbatoio tubolare capace di sette cartucce standard (da 2 ¾ ”) o sei in formato “Magnum” (da 3”) sito al di sotto e parallelamente alla canna.
Tramite un bilanciere anteriore all'astina mobile, è possibile variare la modalità di caricamento ed adottare un sistema di funzionamento semiautomatico o a pompa.
Un ingegnoso sistema di chiusura inerziale dell'otturatore, brevettato dalla Benelli, rende l'arma un capolavoro di flessibilità ed affidabilità per rispondere alle più svariate esigenze operative.
Vengono in questo modo eliminati sia gli inconvenienti dei sistemi della canna rinculante (in particolare la vibrazione della canna durante lo sparo e la necessità di freno di regolazione per cartucce potenti), sia gli inconvenienti del sistema a sottrazione di gas (quali la necessità di frequenti pulizie del sistema e possibili difetti in condizioni atmosferiche avverse).
Per utilizzo generico è possibile utilizzare cartucce a palla unica, a pallini (da caccia), a pallettoni o a flechéttes in funzionamento semiautomatico; per azioni antisommossa o di intervento non letale si possono tranquillamente utilizzare munizioni in gomma non letale, lacrimogeni o altro, semplicemente commutando al funzionamento a pompa, con un semplice gesto del polso.
Le operazioni anti-sommossa sono infatti solitamente eseguite adottando munizionamento non letale — ad esempio proiettili in gomma — con forze di rinculo abbastanza deboli, tali da non assicurare il funzionamento di un'arma semi-automatica.
Il Benelli M3 Super 90 è disponibile in varie lunghezze di canna, con varie tipologie di strozzatori, e con varie impostazioni di calciatura, come un calcio con impugnatura a pistola (PG - Pistol Grip) o calci tradizionali con o senza possibilità di personalizzazione anatomica.
Gli accessori per la mira includono mirini standard, ghost sight con e senza elementi luminosi per il tiro notturno, e la (ormai immancabile) slitta picatinny per il montaggio di ottiche di tiro.

## Varianti
Il fucile M3 Super 90 ha due varianti:
- M3 Super 90 Kromo, con finiture cromate resistenti all'ossidazione e alla corrosione che lo rendono adatto per le forze della marina militare
- M3 Super 90 Tactical, specifico per l'uso di difesa è più leggero e maneggevole
- Esiste anche una versione dotata di selettore per il tiro a raffica

## L'M3 nella cultura di massa
- In ambito videoludico, l'M3 è presente tra le armi dei videogiochi Mirror's Edge[2], Killing Floor[3], Tom Clancy's Rainbow Six Vegas, Tom Clancy's Rainbow Six Vegas 2, Resident Evil 3[4] e Resident Evil 5.
- In ambito cinematografico, l'M3 compare nel film Prometheus (in versione Tactical).[5]
- In ambito anime, il Super 90 compare in Full Metal Panic.